# 贝特朗·皮卡尔

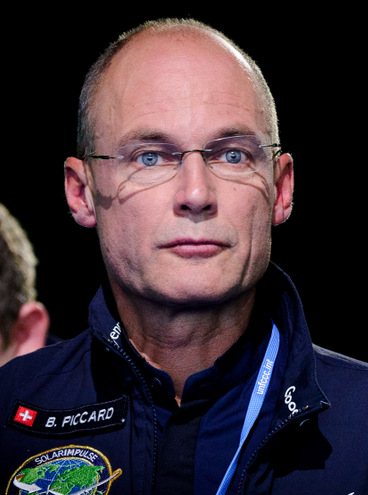
Bertrand Piccard (2015).

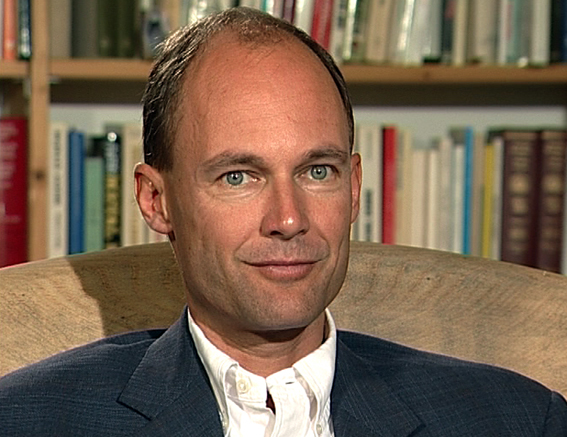
贝特朗·皮卡尔

伯特蘭·皮卡德（法語：Bertrand Piccard，1958年3月1日—）生於沃州洛桑，瑞士精神科醫師、冒險家及熱氣球運動員。
1999年，皮卡德與布萊恩·瓊斯史無前例的挑戰乘熱氣球環球一周，並在歷時近20天後完成艱難任務。他的祖父奧古斯特·皮卡德與父親雅克·皮卡德都是著名的發明家與熱氣球玩家，其中前者首創乘熱氣球飛入同溫層之舉。
皮卡德隨後耗費12年時間設計打造太陽能飛機，成為人類史上第一架連續飛行超過24小時的太陽能飛機，未來甚至計畫在2012年駕駛它繞行世界一圈。
2015年3月9日，皮卡尔同安德烈·博尔施伯格（André Borschberg）由阿布扎比出发，一起开始太阳能飞机“阳光动力号”的环球飞行，计划将于同年8月返回出发地，期间全部飞行时间为25天左右。
他是瑞士催眠疗法协会的讲师和主管。

## 熱氣球
1999年3月1日，皮卡尔和布赖恩·琼斯从瑞士厄堡（Château d'Oex）出发，驾驶“百年灵轨道飞行器3号”热气球（Breitling Orbiter 3）进行首次不间断环球飞行。他们最终在埃及着陆，历时19天21小时47分钟，飞行距离为45755公里。作为对这一成就的肯定，他获得了包括哈蒙奖杯（Harmon Trophy）、国际航空联合会航空金质奖章（FAI Gold Air Medal）和查尔斯·格林奖（Charles Green Salver）在内的众多奖项。

## 太阳能飞机
2004年，他与洛桑联邦理工学院合作共同宣布启动一项计划，研发一种名为“阳光动力”的太阳能驱动、远程、单人滑翔机。该计划被誉为“一项伟大的人类冒险”。皮卡尔计划在2007年开始飞机的制造工作，并在2008年进行短距离试飞。他得到了多家欧洲企业的资金和技术支持，因此可以说“阳光动力”将是属于全欧洲的，而不只是瑞士的，尽管该项目确实得到了洛桑联邦理工学院的科研支持。
2015年3月9日，皮卡尔同安德烈·博尔施伯格（André Borschberg）由阿布扎比出发，一起开始太阳能飞机的环球飞行，计划将于同年8月返回出发地，期间将在12站作短暂停留，全部飞行时间预计为25天左右。